# Xavier McKeever
Xavier McKeever (14 agosto 2003) è un fondista canadese.

## Biografia
Xavier McKeever, originario di Canmore, è figlio di Robin e Milaine Thériault e nipote di Brian, tutti a loro volta fondisti; attivo dal dicembre del 2018, ai Mondiali juniores di Oberwiesenthal 2020 ha vinto la medaglia d'argento nella staffetta. Ha esordito in Coppa del Mondo il 3 marzo 2022 a Drammen in una sprint (44º) e ai Campionati mondiali a Planica 2023, dove si è classificato 60º nella 15 km, 35º nella sprint, 44º nello skiathlon e 5º nella staffetta e a quelli di Trondheim 2025 è stato 51º nella sprint, 45º nello skiathlon, 9º nella sprint a squadre e 5º nella staffetta; non ha preso parte a rassegne olimpiche.

## Palmarès

### Mondiali juniores
- 1 medaglia:
  - 1 argento (staffetta a Oberwiesenthal 2020)

### Coppa del Mondo
- Miglior piazzamento in classifica generale: 87º nel 2024